# Автомат по приёму тары

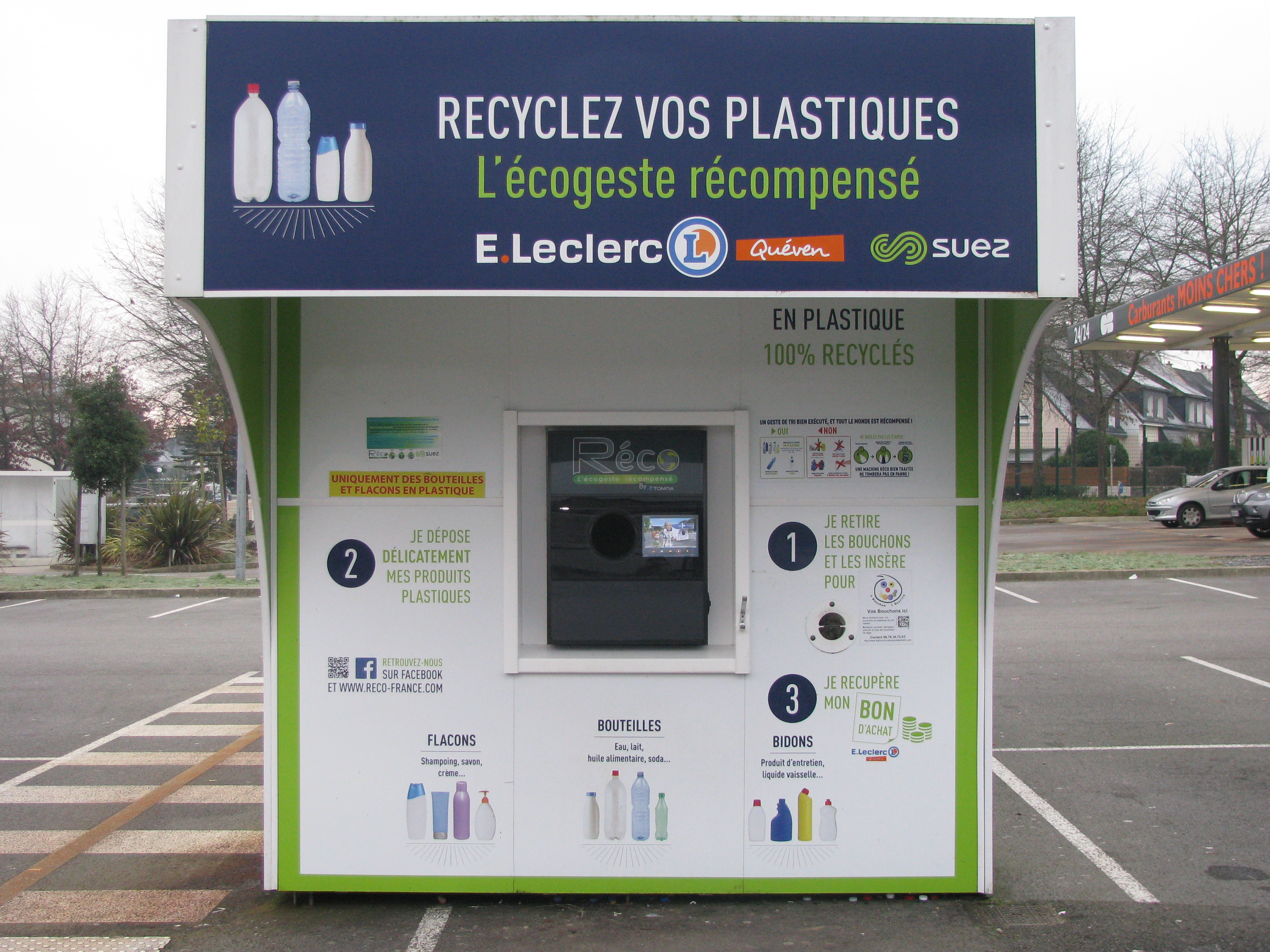
Фандомат для пластиковой тары в Бретани, Франция, 2019 год

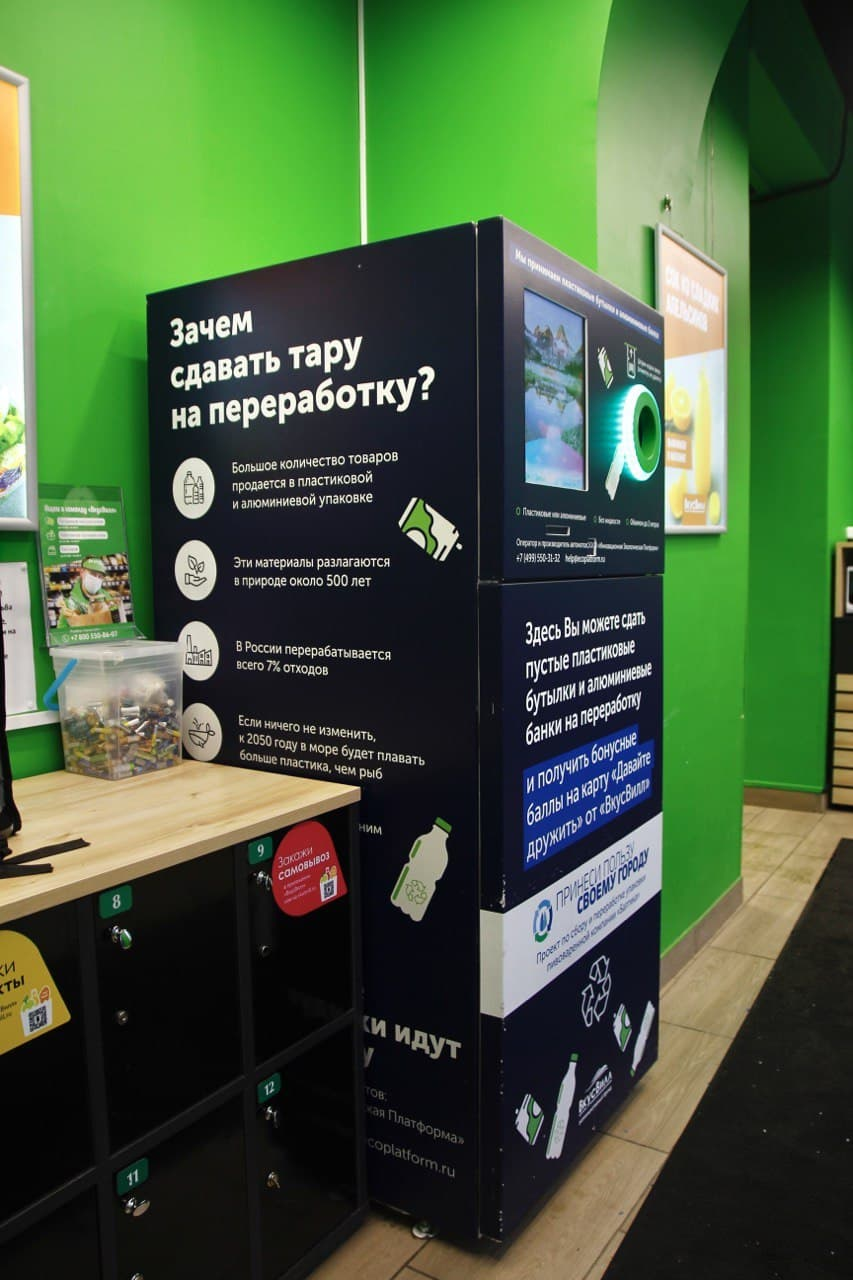
Фандомат в сетевом магазине Москвы

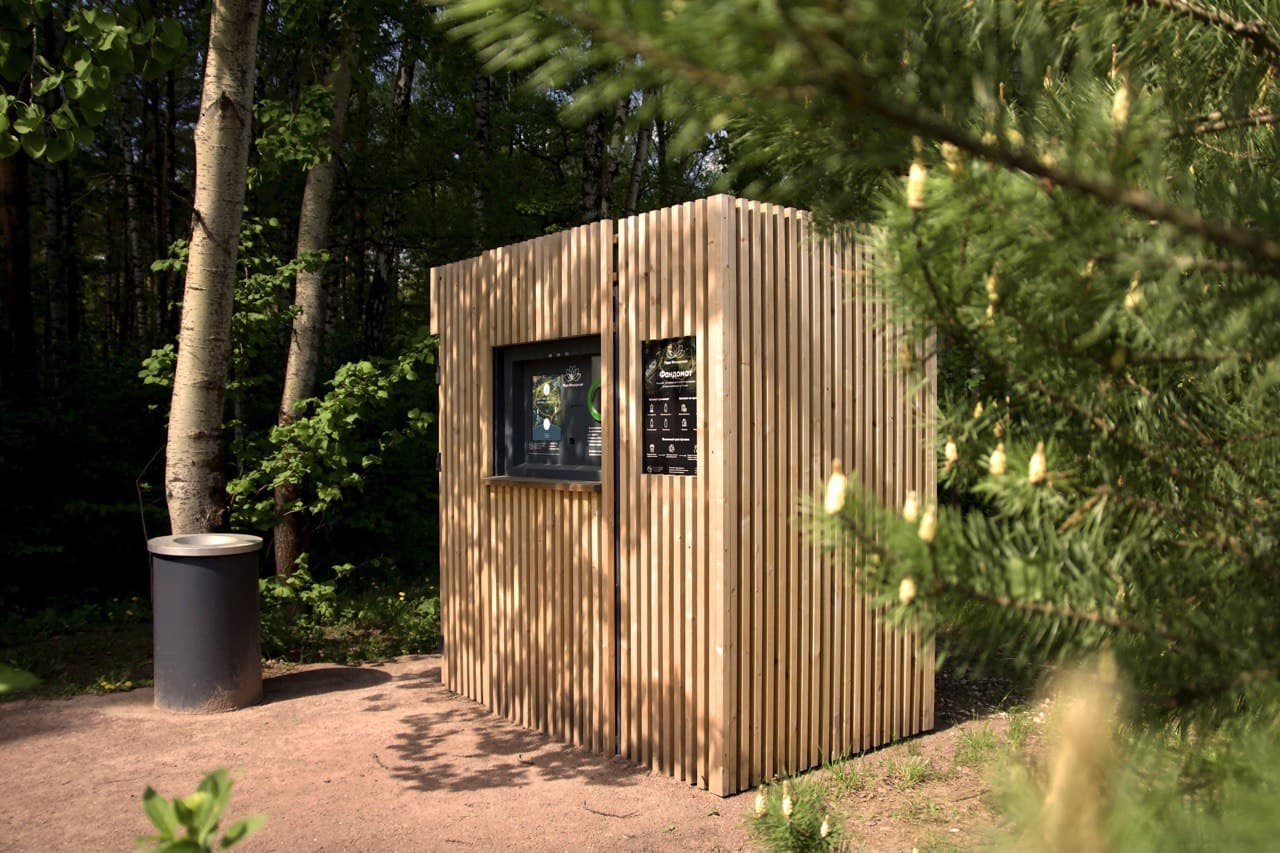
Уличный фандомат в Мещерском парке Одинцовского района в Подмосковье

Автомат по приёму тары или фандома́т — роботизированный агрегат, выменивающий возвратную тару (бутылки и банки из алюминия, полиэтилентерефталата (ПЭТ) и стекла) у населения в обмен на небольшое денежное вознаграждение, либо на баллы или чеки, которые можно использовать в магазинах или для проезда на транспорте. Является одним из звеньев в цепи раздельного сбора и переработки бытовых отходов.
Термин «фандомат» пришёл из немецкого «Pfandautomat» (от нем. Pfand — залог). В английском языке принято наименование «Reverse vending machine» (дословно с англ. — «обратный торговый автомат»). В Литве фандоматы называются «тарома́тами» (лит. Taromatas), откуда это слово пришло также в Беларусь.

## Принцип работы
Фандоматы принимают пустую тару (пластиковую, алюминиевую или стеклянную), отдавая взамен денежное вознаграждение, размер которого может зависеть от конкретных характеристик сданной тары; в основу системы материального вознаграждения положен принцип залоговой стоимости, которая в качестве наценки включена в стоимость продаваемых напитков, а затем возвращается потребителю при сдаче тары в фандомат. Соответственно, предназначение фандоматов заключается в материальном стимулировании населения к разделению мусора, а также создании удобной для этого инфраструктуры.

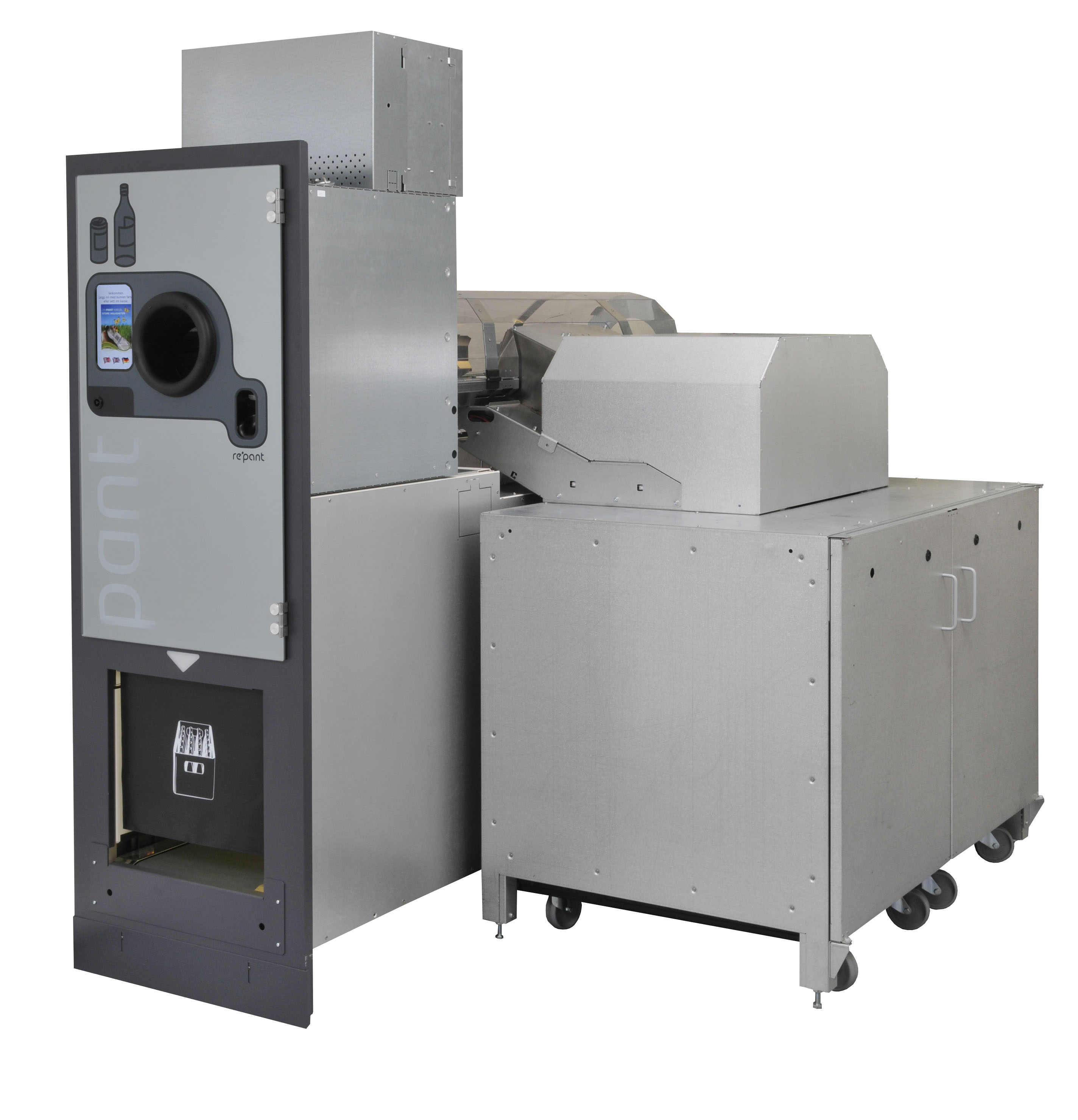
Фандомат с контейнером для хранения принятой упаковки

Фандомат оснащён снаружи информационным экраном, а также имеет приёмник для тары (как правило, он представляет собой круглое отверстие на корпусе) и отверстие для выдачи денежного вознаграждения или чека, также может иметь приёмник для банковской карты для безналичного начисления вознаграждения. Обязательным условием для сдачи тары в фандомат является сохранность формы, а также этикетки, на которую нанесён штриховой код. Первым шагом в алгоритме действия фандомата является внесение тары в его приёмный отсек. После обнаружения тары в приёмном отсеке фандомат фиксирует её форму и распознаёт материал (тара из неподходящего материала возвращается пользователю). Затем тара вращается и сканируется установленной в фандомате камерой. В процессе сканирования считывается штрихкод на этикетке, который сопоставляется с введённой в фандомат базой данных (если штрихкод распознан как повреждённый, то предпринимается попытка его реконструкции с дальнейшим сопоставлением с той же базой данных). При соответствии штрихкода базе данных, тара принимается, перемещается во внутренний отсек фандомата. Там она спрессовывается для уменьшения объёма (пресса не имеют только фандоматы для приёма стеклянной тары) и хранится внутри фандомата до его наполнения, когда изымается и отправляется на переработку. Пользователю при сдаче тары выдаётся вознаграждение, которое может иметь разные формы: наличные деньги, перечисление денег на банковскую карту, либо в иной форме. К примеру, фандоматы, установленные в магазинах, могут выдавать пользователю купон, дающий право скидки на покупки в магазинах этой сети, либо продукции той или иной компании. В ряде стран (к примеру, в Италии и Турции) через сдачу тары в фандоматы можно пополнить виртуальный кошелёк баллами, которые затем могут быть использованы для оплаты проезда на муниципальном транспорте или парковки.

## История и современное использование
Первый патент на «машину для возврата и обработки бутылок» был выдан в США в 1920 году. Однако первая полноценно функционирующая машина появилась в конце 1950-х годов. Это была разработка шведской компании «Wicanders». В 1962 году в Норвегии компания «Arthur Tveitan AS» усовершенствовала машину, сделав её автоматической. На государственном уровне программа повсеместной установки фандоматов впервые была принята в Германии в 2003 году.

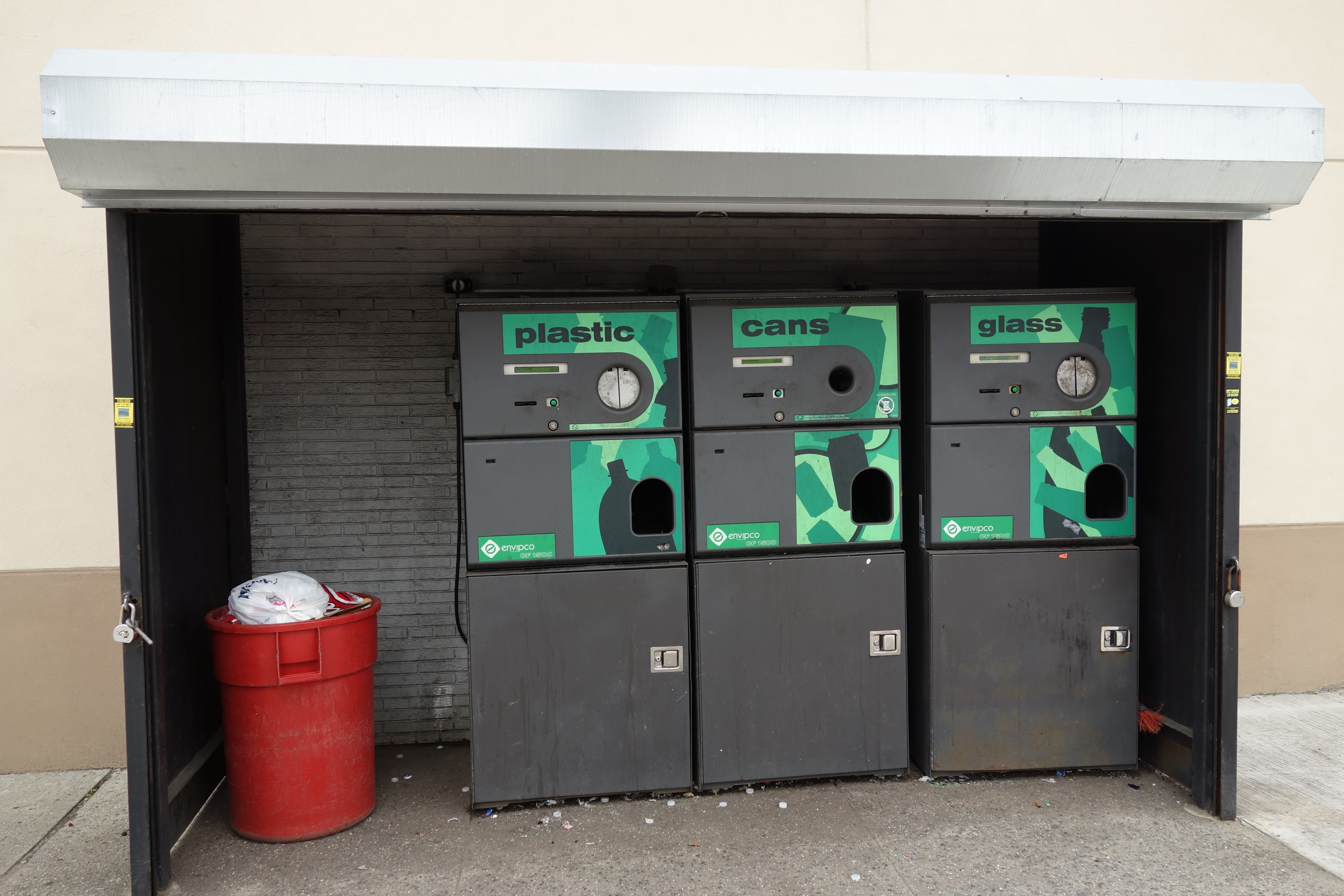
Фандоматы для приёма пластика, стекла и алюминия. Куинс, Нью-Йорк

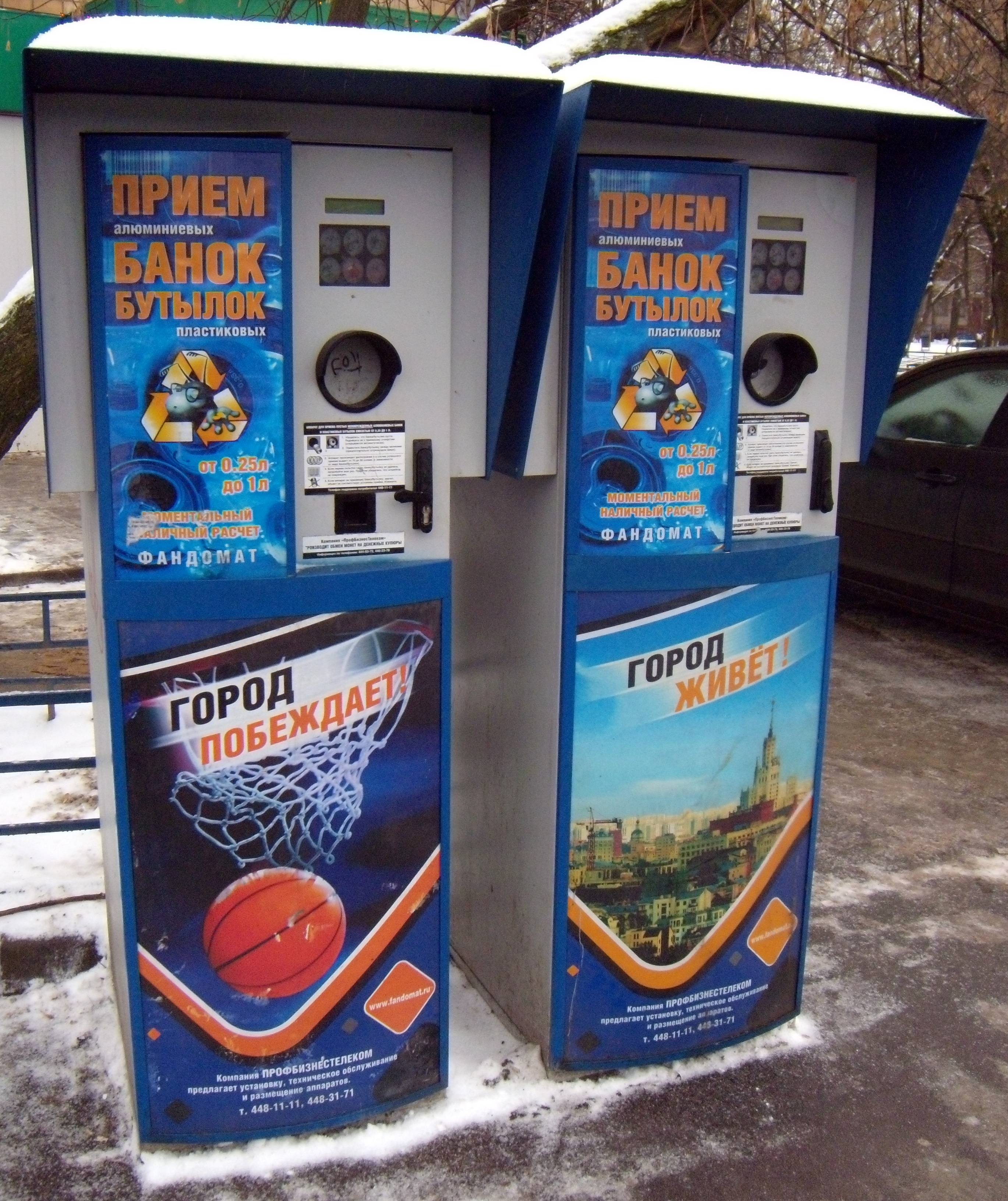
Фандоматы в Москве, 2009 год

В Европейском союзе система залоговой наценки в продаже напитков включена в программу комплексной политики по борьбе с загрязнением окружающей среды. При этом по состоянию на 2019 год, из стран ЕС эту систему, предполагающую обязательную установку фандоматов в определённом количестве, приняли на государственном уровне только 8 стран: Германия, Нидерланды, Дания, Швеция, Финляндия, Эстония, Литва и Хорватия. Из других европейских стран аналогичную программу приняли также Норвегия и Исландия. В остальных странах-членах ЕС фандоматы встречаются реже, но также достаточно распространены. В каждой стране размер депозита, возвращаемого фандоматом, устанавливается независимо. К примеру, в Германии за стеклянную бутылку объёмом 0,33 литра он составляет 8 евроцентов, а в Нидерландах — 10 евроцентов. В Финляндии, в зависимости от объёма, депозит за стеклянные бутылки составляет от 8 до 22 центов, за пластиковые бутылки — от 20 до 40 центов. В Эстонии — 10 центов за пластиковую бутылку объёмом 0,5 литра. Наибольшее распространение фандоматы получили в Норвегии, благодаря чему процент переработки пластиковой тары в стране достигает 98 %. В Италии вознаграждение за сдачу тары в фандоматы может выражаться в начислении на виртуальный кошелёк баллов, используемых затем для проезда на общественном транспорте. Аналогичная система действует в ряде городов Китая, где массовая установка фандоматов началась в 2012 году. В США законы о системе залоговой стоимости, предписывающие установку фандоматов, действует в 10 штатах, в Канаде — в 8 провинциях.
В России первые фандоматы появились в 2004 году в Москве. Они были установлены компанией «ПрофБизнесТелеком» по собственной инициативе и изготовлены по её заказу в Германии. За каждую бутылку или банку (эти фандоматы принимали исключительно пластиковую и алюминиевую тару) они выдавали от 40 до 90 копеек. Их много устанавливали у станций Московского метро. Изначально в российской столице было установлено около 300 фандоматов, а к 2007 году их количество выросло до полутора тысяч. Однако в 2011 году все они были демонтированы в связи с банкротством компании. Снова фандоматы в России стали появляться в конце 2010-х годов, с началом постепенного развития раздельного сбора мусора и принятием на государственном уровне реформы обращения с отходами. В 2019 году публично-правовая компания «Российский экологический оператор» и компания «РТ-Инвест» подписали соглашение о реализации проекта по установке фандоматов в общественных местах российских городов. Пилотный проект планируется реализовать в 2020 году в Москве и Казани. В создании сети фандоматов в России участвуют и торговые сети. Так с 2017 года компания «ВкусВилл» стала устанавливать фандоматы в своих магазинах сначала в Москве, затем в Московской области и Санкт-Петербурге; изначально компания закупала их в Китае, с 2019 года перейдя на фандоматы российского производства.

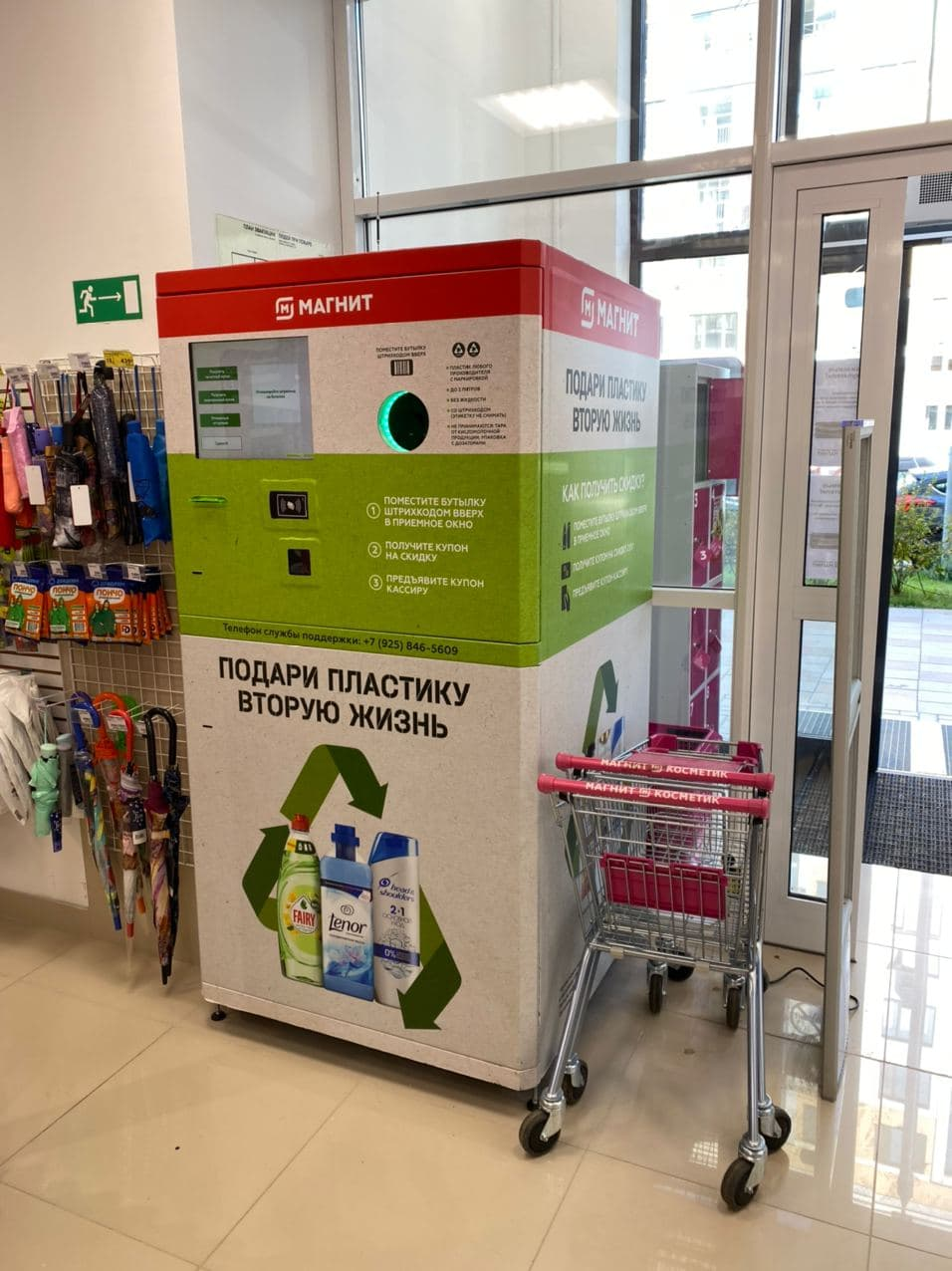
Фандомат в магазине «Магнит», г. Москва

В 2019 году фандоматы стали устанавливаться в магазинах сетей «Пятёрочка», «Перекрёсток» и «Карусель» в Москве и Петербурге, и «Магнит» — в Москве, Красногорске и Краснодаре. В Петербурге в 2018 году несколько фандоматов было установлено в гипермаркетах «Лента». В Министерстве транспорта России в 2019 году была озвучена идея внедрить возможность оплаты проезда на пригородных поездах и городском общественном транспорте с помощью денежных начислений или баллов от сдачи тары в фандоматы, однако это потребует соответствующих изменений в законодательстве. Также фандоматы стали появляться в гипермаркетах Глобус. Многие фандоматы позволяют начислить баллы на карту магазина или получить чек с небольшой скидкой, что даёт право получить скидку на некоторые товары.
В Беларуси принятая в 2017 году Национальная стратегия по обращению с твёрдыми коммунальными отходами и вторичными материальными ресурсами также предполагает внедрение в стране системы залоговой стоимости тары, с установкой фандоматов, первые из которых планируется установить в Минске в 2020 году.

### Проблемы использования
Недостатком фандоматов является высокая стоимость их производства, установки и технического обслуживания. Кроме того, одной из проблем фандоматов являются периодически происходящие случаи мошенничества со стороны пользователей. Наиболее распространённый способ таких нарушений — многократное использование одной и той же тары, которую, после её сканирования и выдачи вознаграждения, пользователь извлекает обратно с помощью заранее привязанной лески. Некоторые нарушители переклеивают этикетки на тару, не подлежащую сдаче в фандоматы, или на втулки от туалетной бумаги, либо подделывают этикетки. В 2018 году в немецком Дюссельдорфе был осуждён мошенник, присвоивший более миллиона евро благодаря подобного рода махинациям.